# Lassie (film, 1994)
Lassie är en amerikansk äventyrsfilm/familjefilm från 1994. Filmen hade biopremiär i USA den 22 juli 1994. Filmen är regisserad av Daniel Petrie och följer den långhåriga collien Lassie (spelad av hanhunden Howard), huvudpersonen i författaren Eric Knights berättelser. I rollerna syns bland annat Thomas Guiry, Helen Slater, Jon Tenney, Frederic Forrest, Richard Farnsworth och Michelle Williams.

## Handling
Filmen handlar till största delen om familjen Turner bestående av pappa Steve, hans nya fru Laura och barnen Matt och Jennifer, som en dag packar sina väskor och lämnar storstadslivet i Baltimore för ett liv på landsbygden i Virginia, närmare bestämt i den fiktiva landsbygdsorten Franklin Falls. På vägen till sitt nya hem, tar de även den långhåriga collien Lassie under sina vingar, efter att hon har förlorat sin gamla ägare i en trafikolycka. Lassie kommer även under filmens gång väldigt nära sonen Matt, och tillsammans skapar de ett otroligt starkt band till varandra.

## Rollista (i urval)
| Roll                  | Skådespelare       | Svensk röst[källa behövs] |
| --------------------- | ------------------ | ------------------------- |
| Matthew "Matt" Turner | Thomas Guiry       | Nick Atkinson             |
| Laura Turner          | Helen Slater       | Annelie Berg Bhagavan     |
| Steve Turner          | Jon Tenney         | Johan Hedenberg           |
| Jennifer Turner       | Brittany Boyd      | Therese Reuterswärd       |
| Sam Garland           | Frederic Forrest   | Andreas Nilsson           |
| Len Collins           | Richard Farnsworth | Stig Grybe                |
| April Porter          | Michelle Williams  | Robin Carlsson            |
| Pete Jarman           | Joe Inscoe         | Dick Eriksson             |
| Mrs. Parker           | Margaret Peery     | Annica Smedius            |

- Dubbningsbolag – Eurotroll AB
- Regi – Lasse Svensson
- Översättning – Annelie Berg Bhagavan
- Producent – Lasse Svensson[källa behövs]